# Alexandru Tomoroveanu
Alexandru Tomoroveanu (n. 7 octombrie 1870 - d. ?) a fost unul dintre ofițerii Armatei României, care a exercitat comanda unor unități militare, pe timp de război, în perioada Primului Război Mondial și operațiilor militare postbelice. 
A îndeplinit funcția de comandant al Regimentului 6 Artilerie în campaniile din anii 1916-1917.:p. 234. În campania din anul 1917 Regimentul 6 Artilerie a participat la acțiunile militare în dispozitivul de luptă al  Diviziei 3 Infanterie, participând la Bătălia de la Mărăști . În această campanie, regimentul a fost comandat de colonelul Alexandru Tomoroveanu.

## Cariera militară
După ce s-a sfârșit Primul Război Mondial a continuat cariera militară în operațiilor militare postbelice. 

## Decorații
- Ordinul „Coroana României”, în grad de sublocotenent (1907) [1]:p. 625